# Angri
Angri est une ville italienne d'environ 33 855 habitants (2022) située dans la province de Salerne, en région Campanie.

## Administration
| Période                                  | Période | Identité | Étiquette | Qualité |
| ---------------------------------------- | ------- | -------- | --------- | ------- |
|                                          |         |          |           |         |
| Les données manquantes sont à compléter. |         |          |           |         |

### Communes limitrophes
Corbara, Lettere, San Marzano sul Sarno, Sant'Antonio Abate, Sant'Egidio del Monte Albino, Scafati.

## Personnalités liées à cette ville
- Frank Nitti, homme de main d'Al Capone, y est né le 27 janvier 1886.
- Alfonso Maria Fusco, prêtre catholique canonisé.